# Rob Savage
Rob Savage es un director de cine, guionista, editor de cine y productor de cine británico conocido por Host, Dashcam y The Boogeyman.

## Vida y carrera
Las tres películas de terror favoritas de Savage son Evil Dead II, The Innocents y Lake Mungo. En 2020, Savage creó Host. Después del éxito en Shudder, firmó un contrato con Blumhouse para dirigir Dashcam, una película que no fue bien recibida debido a su controvertido personaje principal. Se anunció que Savage dirigiría The Boogeyman en 2021, basado en un cuento de Stephen King. En 2023, Savage se adjuntó como director a una adaptación de The Last Days of Jack Sparks de Jason Arnopp.

## Filmografía
| Año  | Título           | Director | Guionista | Productor | Editor | Notas                                |
| ---- | ---------------- | -------- | --------- | --------- | ------ | ------------------------------------ |
| 2012 | Strings          | Sí       | Sí        | Sí        | Sí     | coproductor y director de fotografía |
| 2016 | Dawn of the Deaf | Sí       | Sí        | No        | No     | coescritor                           |
| 2017 | Salt             | Sí       | Sí        | No        | Sí     |                                      |
| 2020 | Host             | Sí       | Sí        | Sí        | No     | coescritor                           |
| 2021 | Dashcam          | Sí       | Sí        | Sí        | No     | coescritor                           |
| 2023 | The Boogeyman    | Sí       | No        | No        | No     |                                      |